# Détain-et-Bruant
Détain-et-Bruant é uma comuna francesa na região administrativa da Borgonha-Franco-Condado, no departamento de Côte-d'Or. Estende-se por uma área de 15,17 km². Em 2010 a comuna tinha 142 habitantes (densidade: 9,4 hab./km²).